# Wereldklimaatconferentie
De Wereldklimaatconferenties zijn een reeks internationale bijeenkomsten, georganiseerd door de Wereld Meteorologische Organisatie (WMO), over wereldwijde klimaatkwesties, voornamelijk de opwarming van de aarde, naast klimaatonderzoek en -voorspellingen. 

## Conferenties

### Conferentie van 1979
De eerste Wereldklimaatconferentie werd gehouden van 12-23 februari 1979 in Genève en gesponsord door de WMO. Het was een van de eerste grote internationale bijeenkomsten over klimaatverandering. Het was in wezen een wetenschappelijke conferentie, die werd bijgewoond door wetenschappers uit een breed scala van disciplines. Naast de belangrijkste plenaire zittingen organiseerde de conferentie vier werkgroepen die zich bezighielden met klimaatgegevens, de identificatie van klimaatthema's, geïntegreerde impactstudies en onderzoek naar klimaatvariabiliteit en -verandering. De conferentie heeft geleid tot het opstarten van het Wereldklimaatprogramma (WCP) en het Wereldklimaatonderzoekprogramma (WCRP), en vormde de aanzet tot de oprichting van het Intergovernmental Panel on Climate Change (IPCC) door de WMO en het UNEP in 1988.

### Conferentie van 1990
De tweede klimaatconferentie werd gehouden van 29 oktober tot 7 november 1990, opnieuw in Genève. Het was een belangrijke stap op weg naar een wereldwijd klimaatverdrag en iets politieker dan de eerste conferentie. De belangrijkste taak van de conferentie was de herziening van het Wereldklimaatprogramma dat door de eerste conferentie was ingesteld. Het eerste evaluatierapport van het IPCC was op tijd klaar voor deze conferentie. De wetenschappers en technologiedeskundigen op de conferentie legden een krachtige verklaring af waarin zij wezen op het gevaar van klimaatverandering. De conferentie kwam pas na moeizaam onderhandelen over een aantal moeilijke punten met een ministeriële verklaring, die veel van de deelnemende wetenschappers en ook sommige waarnemers teleurstelde omdat er geen grote mate van betrokkenheid uit sprak. Uiteindelijk leidde de conferentie dan toch tot de totstandkoming van het Klimaatverdrag van de Verenigde Naties inzake klimaatverandering (UNFCCC), waarvan het Kyoto-protocol een onderdeel is, en tot de oprichting van het Global Climate Observing System (GCOS), een wereldwijd observatienetwerk van systemen voor klimaat- en klimaatgerelateerde waarnemingen. 

### Conferentie van 2009
De derde Wereldklimaatconferentie (WCC-3) vond opnieuw plaats in Genève, van 31 augustus tot 4 september 2009. De nadruk lag op klimaatprognoses en informatie voor besluitvorming. Aan de conferentie werd deelgenomen door de belangrijkste belanghebbenden zoals voedselproducenten, waterbeheerders, energieontwikkelaars en -beheerders, gezondheidswerkers, nationale planners, toerismebeheerders, en de samenleving in het algemeen. Ook een aantal klimaatorganisaties en beleidsmakers waren aanwezig. Een ander doel was vooruitgang te boeken op het gebied van klimaatwaarnemingen en -monitoring. 
De resultaten van WCC-3 moesten ook bijdragen tot de verwezenlijking van de Millenniumdoelstellingen en de ruimere klimaatdoelstellingen van de VN, met inbegrip van het actiekader van het VN-Bureau voor Rampenrisicovermindering (UNDRR). Het thema van de conferentie vormde een aanvulling op de mondiale werkzaamheden binnen het Werkprogramma van Nairobi (COP-12) en het Actieplan van Bali (COP-13). De WMO bracht de resultaten naar voren op de Klimaatconferentie van Kopenhagen 2009. 